# Topologie de Zariski
En géométrie algébrique et en théorie des catégories, le terme topologie de Zariski peut désigner quatre notions proches :
- une certaine topologie définie sur une variété algébrique. Les fermés de cette topologie sont les ensembles algébriques ;
- une topologie définie de manière analogue sur le spectre premier d'un anneau commutatif ;
- une topologie définie sur un schéma, qui, localement, provient de la topologie de Zariski définie sur un spectre d'anneau ;
- une topologie de Grothendieck sur un site. La notion de topologie de Grothendieck donne un cadre qui fait ressembler les objets d'une catégorie aux ouverts d'un espace topologique.

Pour toutes ces notions, consulter l'article correspondant à l'objet géométrique sur lequel la topologie est définie. 